# Ya nada queda (álbum Ailyn)
Ya Nada Queda es el segundo álbum demo de Ailyn, lanzado en 2004 (ver 2004 in music).
Estuvo disponible a través de su web oficial. El álbum contiene su s canciones de pop favoritas de cantantes nacionales e internacionales.
Incluye el sencillo "Beautiful", canción original de Sarah Brightman.

## Pistas
| #   | Título                 | De:             | Duración |
| --- | ---------------------- | --------------- | -------- |
| 1.  | "Encontrarás"          | Natasha St-Pier | 3:29     |
| 2.  | "Aún Existe Amor"      | Céline Dion     | 3:57     |
| 3.  | "Háblame"              | Elisa           | 4:23     |
| 4.  | "Otro Amor Vendrá"     | Lara Fabian     | 3:52     |
| 5.  | "Beautiful"            | Sarah Brightman | 5:28     |
| 6.  | "Naughty Girl"         | Beyoncé         | 3:28     |
| 7.  | "Verás"                | Madonna         | 4:43     |
| 8.  | "All I've Ever Wanted" | Mariah Carey    | 4:00     |
| 9.  | "Harem"                | Sarah Brightman | 5:47     |
| 10. | "Only Time"            | Enya            | 3:37     |
| 11. | "One Moment In Time"   | Whitney Houston | 5:00     |
| 12. | "Ya Nada Queda"        | Kudai           | 3:42     |
| 13. | "Angel"                | Sarah McLachlan | 4:26     |
| 14. | "Viaje Tiempo Atrás"   | Anastasia       | 2:56     |

- Datos: Q6169476